# Aldea del Obispo
Aldea del Obispo là một đô thị ở tỉnh Salamanca, phía tây Tây Ban Nha, cộng đồng tự trị Castile-Leon. Kinh tế chủ yếu là nông nghiệp.

## Biến động dân số
Biến động dân số của Aldea del Obispo trong thế kỷ 20.